# يوريكراتيدس
يوريكراتيدس (باليونانية: Εὐρυκρατίδης)هو ابن أناكساندر، والملك الثالث عشر لأسبرطة من سلالة أجيداي، وأب ليون الذي سيخلف الحكم من بعده.

## وصلات خارجية
- مولر، كارل أوتفريد تاريخ وآثار السلالة الدورية. (باللغة الإنجليزية)